# Forcett Hall

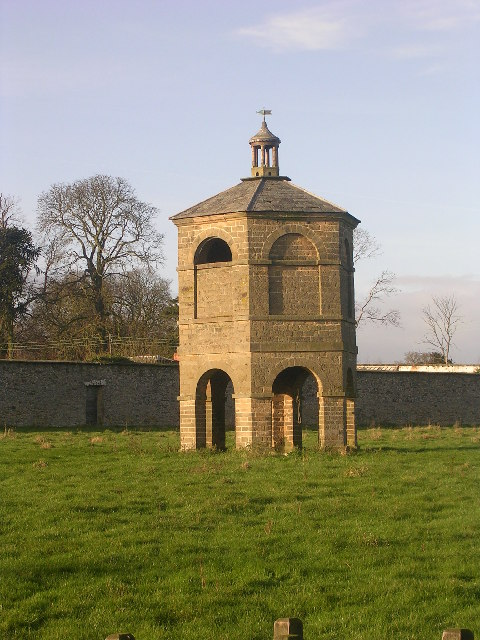
Taubenhaus bei Forcett Hall

Forcett Hall ist ein Landhaus im Dorf Forcett, etwa 10 km westlich von Darlington im englischen Verwaltungsbezirk North Yorkshire. English Heritage hat es als historisches Bauwerk I. Grades gelistet.
Forcett Hall war ursprünglich ein Haus im elisabethanischen Stil, das 1710 von William Benson verändert wurde. Nach einem Brand 1726 wurde es 1740 vom Architekten Daniel Garrett im palladianistischen Stil umgestaltet. Das Gebäude hat drei Geschosse und ein Kellergeschoss, vier Hauptempfangsräume, 15 Schlafzimmer und einen selbständigen Ostflügel mit weiteren drei Schlafräumen. Die Zufahrt besteht aus einer bogenüberspannten Auffahrt mit vier römisch-dorischen Säulen und einem dorischen Fries. In der Nähe liegen die nördliche und die südliche Lodge, beide historische Bauwerke II. Grades.
Das Landhaus steht in einem 85 Hektar großen Park, der verschiedene historische Gebäude enthält, z. B. eine Grotte mit Eishaus und Berg, einen Wildgarten, das Stanwick-Oppidum aus der späten Eisenzeit und eine Sammlung von alten und seltenen Bäumen, einschließlich eine der größten und ältesten Zedern des Landes. Der Park wurde von English Heritage ins Register of Historic Parks and Gardens of Special Historic Interest aufgenommen.

## Geschichte
Forcett Hall war seit 1582 in Besitz der Familie Shuttleworth aus Gawthorpe Hall in Lancashire. 1740 ließ Richard Shuttleworth das Landhaus umbauen und zog mit seiner Familie von Gawthorpe Hall hierhin um. Nach seinem Tod fiel das Anwesen an seinen Sohn James Shuttleworth, der wie sein Vater Parlamentsabgeordneter für Preston und Lancashire war, ebenso wie 1760–1761 High Sheriff of Yorkshire. James’ Sohn Robert Shuttleworth erbte das Landhaus nach dem Tod seines Vaters 1773, verkaufte es aber 1785. Sein Sohn Robert Shuttleworth wohnte dann wieder in Gawthorpe Hall.
Robert Shuttleworth verpachtete das Landhaus an Algernon Percy, 1. Earl of Beverley. Der Pachtvertrag lief nach dem Verkauf des Anwesens 1785 an Frances Mitchell und ihren Sohn Charles Mitchell weiter. Bis 1938 wurde Forcett Hall in der Familie Mitchell weitervererbt. Dann wurde sie an Lieutenant Colonel Hardress Waller verkauft. Seine Familie ist heute noch Besitzer.
Seit 1938 wohnt die Familie Heathcote in dem Landhaus. Heute wird es von James und Alison Hesthcote verwaltet, die es für private und Firmenveranstaltungen vermieten.
2011 wurde das Anwesen erneut zum Verkauf angeboten, diesmal für £ 5,5 Mio.